# C'est dur d'être un homme : Un air de candeur
Série C'est dur d'être un homme
C'est dur d'être un homme : Tora-san est nostalgique
(1970) C'est dur d'être un homme : Le Bon Samaritain
(1971)
Pour plus de détails, voir Fiche technique et Distribution.
C'est dur d'être un homme : Un air de candeur (男はつらいよ 純情篇, Otoko wa tsurai yo: Junjō hen) est un film japonais réalisé par Yōji Yamada et sorti en 1971. C'est le 6e des cinquante films de la série C'est dur d'être un homme.

## Synopsis
Tora-san se trouve dans la préfecture de Yamaguchi en voyage vers Kyūshū lorsqu'il voit à la télévision un reportage sur son quartier de Shimabata à Tokyo, dans lequel apparaissent son oncle, sa tante et sa sœur Sakura. Il téléphone à sa famille, elle aussi réunie devant la télévision pour regarder le reportage.
Quelque temps plus tard, il fait la connaissance de Kinuyo sur le port de Nagasaki qui attend comme lui un ferry pour se rendre à Gotō. Le prochain bateau ne partant que le jour suivant, il prend pitié de la jeune femme et de son bébé et lui offre la nuit à l'auberge. Le lendemain, il l'accompagne chez son père à Gotō. Tora-san est pris de nostalgie au contact de Kinuyo, elle lui rappelle sa sœur, et il décide brusquement de retourner à Tokyo.
Lorsque Ryūzō Kuruma voit arriver Tora-san dans son magasin de Shimabata, celui-ci est embarrassé, il héberge actuellement une parente éloignée, la belle Yuko, et il sait que son neveu a un cœur d'artichaut. Tora-san s'offusque du manque d’enthousiasme de son oncle et de l'accueil qui lui est fait.
Hiroshi Suwa, le mari de Sakura, a pour projet de monter sa propre imprimerie au grand désespoir d'Umetarō qui le considère comme son meilleur employé. L'un et l'autre sollicitent l'aide de Tora-san, l'un pour convaincre son employeur de le laisser quitter son imprimerie, l'autre pour convaincre Hiroshi de rester. Tora-san est au centre d'un imbroglio entre les deux hommes à qui il assure à chacun avoir réussi à persuader l'autre. Finalement, Hiroshi ne parvient pas à se faire prêter l'argent pour acheter la machine qui lui permettrait de se lancer à son compte.
Inévitablement, Tora-san tombe amoureux de Yuko mais cette dernière accepte de retourner chez son mari lorsque ce dernier se présente au magasin. Encore une fois Tora-san est dévasté.

## Fiche technique
- Titre : C'est dur d'être un homme : Un air de candeur[1]
- Titre original : 男はつらいよ 純情篇 (Otoko wa tsurai yo: Junjō hen?)
- Titres anglais : Tora-san's Shattered Romance ; Tora-san in Love[2]
- Réalisation : Yōji Yamada
- Scénario : Yōji Yamada et Akira Miyazaki (ja)
- Photographie : Tetsuo Takaha (ja)
- Montage : Iwao Ishii (ja)
- Musique : Naozumi Yamamoto
- Décors : Kiminobu Satō
- Sociétés de production : Shōchiku
- Pays de production :  Japon
- Langue originale : japonais
- Format : couleur — 2,35:1 — 35 mm — son mono
- Genres : comédie dramatique ; romance
- Durée : 90 minutes[3] (métrage : sept bobines - 2 455 m[3])
- Dates de sortie :
  - Japon : 15 janvier 1971[3]
  - États-Unis : 1er septembre 1971[2]

## Distribution
- Kiyoshi Atsumi : Torajirō Kuruma / Tora-san
- Chieko Baishō : Sakura Suwa, sa demi-sœur
- Shin Morikawa (ja) : Ryūzō Kuruma, son oncle
- Chieko Misaki (ja) : Tsune Kuruma, sa tante
- Gin Maeda (en) : Hiroshi Suwa, le mari de Sakura
- Ayako Wakao : Yūko Akashi
- Gorō Tarumi (ja) : le mari de Yūko
- Nobuko Miyamoto : Kinuyo
- Hisaya Morishige : Senzō, le père de Kinuyo
- Tatsuo Matsumura : le docteur Yamashita
- Gajirō Satō (ja) : Genko
- Hisao Dazai (ja) : Umetarō Katsura, le voisin imprimeur
- Chishū Ryū : Gozen-sama, le grand prêtre

## Récompense
- 1972 : Yōji Yamada obtient le prix du film Mainichi du meilleur réalisateur pour les films C'est dur d'être un homme : Un air de candeur, C'est dur d'être un homme : Le Bon Samaritain et C'est dur d'être un homme : Une vie simple[4]